# 茨城交通茨城空港営業所
茨城交通茨城空港営業所（いばらきこうつういばらきくうこうえいぎょうしょ）は、かつて茨城県小美玉市にあった茨城交通のバス営業所。

## 概説
2016年（平成28年）4月25日に開設された茨城交通10番目の営業所である。営業所は茨城空港から約5㎞離れたところにあり、茨城空港を利用して来県する観光客の輸送を主な目的としている。
2024年（令和6年）3月31日をもって閉鎖された。

### 所属車両
- 大型貸切バス2台
- スクールバス6台